# 大象 (法老)
大象(英語：elephant,也可能读作Pen-Abu)是一位埃及史前统治者的临时名称，可能为前王朝时期上埃及的君主。但是由于刻着的岩石铭文和象牙标签上把他的名字显示得很草率、不清楚，以及缺乏任何王室纹章，因此他的读音以及这位法老的存在与否都是有高度争议的。

## 认证
提议法老“大象”的存在是以甘特·德雷尔（Gunter Dreyer）和路德维希·大卫·莫雷兹（Ludwig David Morenz）的论文为基础的。他们坚信法老“大象”是统治库斯图尔地区的法老。根据德雷尔（Dreyer）的说法，法老“大象”的名字出现在库斯图尔和格贝尔·谢赫·苏莱曼（Gebel Sheikh-Suleiman）的刻凿岩石铭文中，这些象形文字被放置在王室的塞拉赫内部。在阿拜多斯（Abydos）发现的象牙标签上，法老“大象”以没有任何其他王冠的形式出现。德雷尔（Dreyer）看到一个立方体形的宝座，下面有一只行走的大象，将其读作Pen-Abu(“（王座）宝座上的伟人”)。莫雷兹的想法与之类似，但对名字的读法却高度不确定。他更喜欢使用中性的临时名称“大象王”。另外，他提议将犀牛视为一种皇家动物。莫雷兹指出，在奈加代三期文化时期，选择危险和不可预测的动物（例如狮子，鳄鱼，大象和犀牛）来作为王室的名字成为了一种非凡的时尚。
彼得·卡普洛尼（Peter Kaplony）和托比·威尔金森（Toby Wilkinson）等其他埃及学家并不那么确信并提出了不同的解读。威尔金森（Wilkinson）将其看作由宝座和“边境”组成的象形文字，而卡普洛尼（Kaplony）则将其看作一个宝座和一个摆满酒瓶的架子的组合，这是“赞美”的标志。卡普洛尼还提到，某些第一王朝的普法尔茨（古埃及法老修建的帝王行宫）的名称为“Hor-Sekhentydjw”，也用酒瓶架的符号来写。他认为，普法尔茨的名字最初是根据法老“大象”的名字创造的。

## 统治时期
法老“大象”可能是奈加代三期文化早期的统治者。他的墓地仍然未知。